# Гордония (движение)
Гордония (ивр. גורדוניה‎) — сионистское молодёжное движение, руководствовавшееся идеями Аарона Давида Гордона и названное в его честь.
Идеи Гордона оказали влияние на программу движения (впоследствии партии) «Ха-Поэль ха-Цаир», хотя официально он не был её членом, отвергая партийное деление в ишуве. После смерти Гордона его имя было присвоено молодёжному движению «Гордония», среди основных принципов которого был акцент на самостоятельном труде, а также идея возрождения самодостаточной еврейской нации на Земле Израиля.

## История
Движение было основано в Галиции в 1923 году, с отделениями во многих других странах, пропагандировало алию в подмандатную Палестину и готовило молодёжь к сельскохозяйственному труду. Оказало влияние на создание кибуцев. Руководители движения, в духе самого Гордона, избегали участия в политических спорах и критиковали другие еврейские молодёжные движения (например, Ха-шомер ха-цаир) за увлечение марксизмом и прочими «чужими» идеалами.
В апреле 1938 года слилось с другим сионистским движением рабочей молодёжи, Ха-боним.